# Lista de anos internacionais da Organização das Nações Unidas
Desde 1957, por decisão da Assembleia Geral das Nações Unidas, a UNESCO implementa, dentre os países que aderem às campanhas, o chamado Ano Internacional.

## Anos internacionais
Esta lista relaciona todos os anos já comemorados ou decididos pela ONU.
| Ano  | Evento |
| ---- | --- |
| 1957 | Ano Internacional da Geofísica |
| 1960 | Ano Mundial dos Refugiados |
| 1961 | Ano Mundial da Semente |
| 1964 | Ano Internacional do Monumento |
| 1965 | Ano Internacional da Cooperação |
| 1966 | Ano Internacional do Arroz |
| 1967 | Ano Internacional do Turismo |
| 1968 | Ano Internacional dos Direitos Humanos |
| 1970 | Ano Internacional da Educação |
| 1971 | Ano Internacional da Luta contra o Racismo e a Discriminação Racial |
| 1972 | Ano Internacional do Livro |
| 1974 | Ano Mundial da População |
| 1975 | Ano Internacional da Mulher |
| 1978 | Ano Internacional Anti-Apartheid |
| 1979 | Ano Internacional da Criança Ano Internacional de Solidariedade com o Povo da Namíbia |
| 1981 | Ano Internacional das Pessoas Deficientes |
| 1982 | Ano Internacional de Mobilização pelas Sanções à África do Sul |
| 1983 | Ano Mundial das Comunicações |
| 1985 | Ano Mundial da Juventude |
| 1986 | Ano Internacional da Paz |
| 1987 | Ano Internacional dos Desabrigados |
| 1990 | Ano Internacional da Alfabetização |
| 1992 | Ano Internacional do Espaço |
| 1993 | Ano Internacional dos Povos Indígenas do Mundo |
| 1994 | Ano Internacional da Família Ano lnternacional do Esporte e do Espírito Olímpico |
| 1995 | Ano das Nações Unidas para a Tolerância |
| 1996 | Ano Internacional para a Erradicação da Pobreza |
| 1998 | Ano Internacional do Oceano |
| 1999 | Ano Internacional dos Idosos |
| 2000 | Ano Internacional de Ação de Graças Ano Internacional da Cultura da Paz |
| 2001 | Ano Internacional da Mobilização contra o Racismo, Discriminação Racial, Xenofobia e Todas as Formas de Intolerância Ano Internacional dos Voluntários Ano Internacional do Diálogo entre as Civilizações |
| 2002 | Ano Internacional das Montanhas Ano Internacional do Ecoturismo Ano Internacional do Patrimônio Cultural                                                                                                  |
| 2003 | Ano Internacional da Água Potável |
| 2004 | Ano Internacional para Celebrar a Luta contra a Escravidão e sua Abolição Ano Internacional do Arroz |
| 2005 | Ano Internacional do Microcrédito Ano Internacional do Esporte e da Educação Física Ano Mundial da Física                                                                                                 |
| 2006 | Ano Internacional dos Desertos e da Desertificação |
| 2007 | Ano Internacional da Heliofísica |
| 2008 | Ano Internacional do Planeta Terra Ano Internacional da Batata Ano do Golfinho Ano Internacional do Saneamento Ano Internacional dos Idiomas                                                              |
| 2009 | Ano Internacional da Astronomia Ano Internacional das Fibras Naturais Ano Internacional da Reconciliação Ano Internacional do Gorila                                                                      |
| 2010 | Ano Internacional da Biodiversidade |
| 2011 | Ano Internacional da Química Ano Internacional das Florestas |
| 2012 | Ano Internacional do Cooperativismo Ano Internacional da Energia Sustentável para Todos |
| 2013 | Ano Internacional da Cooperação pela Água Ano Internacional da Quinoa |
| 2014 | Ano Internacional da Agricultura Familiar Ano Internacional da Cristalografia Ano Africano da Agricultura e Segurança Alimentar                                                                           |
| 2015 | Ano Internacional da Luz Ano Internacional do Solo |
| 2016 | Ano Internacional das Leguminosas |
| 2017 | Ano Internacional do Turismo Sustentável |
| 2019 | Ano Internacional das Línguas Indígenas Ano Internacional da Tabela Periódica |
| 2020 | Ano Internacional da Fitossanidade |
| 2022 | Ano Internacional das Ciências Básicas para o Desenvolvimento Sustentável |

## Curiosidades
- O arroz foi alvo de dois eventos: em 1966 e 2004.
- Os eventos de 1960, 1961, 1974 e 1983 tiveram a denominação de Ano Mundial; no de 1995 denominou-se Ano das Nações Unidas.
- Os anos de 1978 e 1982 foram dedicados exclusivamente para o combate à política segregacionista da África do Sul.
- Desde sua instituição, em 1957, catorze anos ficaram sem um evento especial: 1958, 59, 62, 63, 69, 73, 76, 77, 80, 84, 88, 89, 91 e 97 e 2018 sendo o único ano desde o ano 2000 que ficou sem ser ano especial da ONU.[2]
- O evento especial do ano de 2019 foi adotado numa Resolução da ONU adotada pela Assembléia Geral em 19 de Dezembro de 2016.[7]